# Dragon Ball Xenoverse 2
Dragon Ball Xenoverse 2 (ドラゴンボール ゼノバース2?, Doragon Bōru Zenobāsu Tsū) (abbreviato in DBXV2) è un picchiaduro con elementi da videogioco di ruolo, sviluppato da Dimps e pubblicato da Bandai Namco Entertainment basato sul franchise di Dragon Ball. È stato pubblicato il 28 ottobre 2016 per PlayStation 4, Xbox One e Microsoft Windows (in Giappone solo per PlayStation 4), nel 2017 per Nintendo Switch, nel 2019 per Google Stadia, e nel 2024 per PlayStation 5 e Xbox Series X/S. È il sequel di Dragon Ball Xenoverse che è stato distribuito il 5 febbraio 2015 per PlayStation 3, PlayStation 4, Xbox 360, Xbox One, Microsoft Windows e Nintendo Switch. È il secondo videogioco di Dragon Ball uscito per console di ottava generazione e i personaggi giocabili sono 86 (più di 100 contando anche le varianti come Trunks pattugliatore temporale (Xeno), inclusi alcuni di Dragon Ball Super.

## Trama
Dragon Ball Xenoverse 2 è ambientato due anni dopo gli eventi del primo capitolo (nel quale il precedente protagonista ha sconfitto il dio demoniaco Demigra). Il nuovo protagonista arriva a Conton City, dove esistono varie regole, atte a evitare disastri temporali, tra le quali non combattere, e non volare senza licenza. Questo nuovo personaggio entrerà a far parte della nuova Pattuglia Temporale (creata per seguire l'esempio di quello che è diventato l'eroe di Tokitoki City), in quanto la storia è stata modificata nuovamente, e dovrà dunque combattere per riportare la storia al suo corso naturale, talvolta prendendo anche importanti decisioni, che influenzeranno la trama, la quale inizia tramite una speciale missione dal Vecchio Kaioh. Durante il percorso, si incontrerà il Kaiohshin del tempo, Kronoa, la divinità che controlla tutto il tempo, e il suo amico volatile, Tokitoki, già esorditi nel primo capitolo. Ancora una volta, i responsabili dei disastri temporali sono Towa e Mira, tornati dopo essere stati sconfitti nel precedente capitolo e che stavolta hanno assoldato guerrieri provenienti da differenti linee temporali, come: Tarles, Slag, Cooler, Janenba, Broly e un misterioso Saiyan mascherato.

## Modalità di gioco
Il gioco è molto simile al predecessore in termini di gameplay, è per lo più ambientato in una serie di arene di combattimento 3D ispirate ai luoghi più importanti di Dragon Ball, con una hub centrale che è una versione più estesa di Tokitoki City, chiamata Conton City. Come riportato dagli sviluppatori è 7 volte più grande della precedente città. Un portavoce di Bandai Namco ha confermato che il gioco sarebbe stato pubblicato per PlayStation 4 in Giappone, e per Playstation 4, Xbox One e Windows in Nord America ed Europa. I giocatori sono in grado di attraversare liberamente questo nuovo mondo (in alcune zone possono anche volare, se è stata sbloccata questa possibilità). I giocatori avranno anche la possibilità di recarsi in altri mondi (Casa di Mr. Satan, Capsule Corporation, Casa Anziano Saggio, Casa di Majin Bu e Navicella di Freezer).
Le abilità dovranno essere apprese attraverso maestri o acquistate tramite i negozi di Conton City. Dragon Ball Xenoverse 2 è il quarto videogioco in cui si può creare e personalizzare il personaggio. I giocatori possono scegliere tra le stesse 5 razze del primo capitolo: Terrestre, Saiyan, Namecciano, Clan di Freezer e Majin. Il gioco offre anche specifiche missioni per ogni razza, minigiochi e abilitè risvegliate. Come riportato dagli sviluppatori è 7 volte più grande della precedente città. I giocatori hanno un ruolo più importante nella storia, come decisioni che dovranno essere prese da essi per continuare l'avventura. Il server multigiocatore è in grado di contenere fino a 300 persone per volta. Inoltre qualche anno dopo l'uscita del titolo è stata aggiunta anche un'altra modalità di gioco, ossia il "Colosseo degli eroi".
Il Colosseo degli eroi è un gioco di strategia con tanto di storia a parte, battaglie libere e battaglie online con partite semplici e classificate. Il gioco si svolge con 5 miniature per concorrente da schierare ogni round (max 3) vince chi elimina tutte le miniature o il maestro avversario. Le miniature sono di tre tipi: attacco, difesa e velocità; esse possono essere di diverse rarità: N (normale), R (rara), SR (super rara) e UR (ultra rara). Ultimamente è stata aggiunta anche un altro tipo di miniature, ossia le "EX"; le miniature di questo tipo possono essere ottenute solo tramite lo spezzalimite di alcune miniature.

## Sviluppo
Il gioco è stato annunciato da Bandai Namco Entertainment il 17 maggio 2016 come un nuovo "progetto di Dragon Ball". Un portavoce di Bandai Namco ha confermato che il gioco sarebbe stato pubblicato per PlayStation 4 in Giappone, e per Playstation 4, Xbox One e Windows in Nord America ed Europa. Bandai Namco ha annunciato all'E3 del 2016 che il gioco avrebbe girato a 60 frame per secondo in tutte e tre le piattaforme, che il gioco avrebbe avuto una hub sette volte più grande del predecessore e che ci sarebbe stato un nuovo sistema di trasporto.
Una closed e una open beta sono state annunciate da Bandai Namco solo per PlayStation 4, che sono state disponibili rispettivamente dall'8 al 10 e dal 14 al 18 ottobre.
In Italia sono state messe in vendita 3 versioni del gioco:
- Edizione Standard, composta solo dal gioco;
- Edizione Deluxe, composta dal gioco e dal Season Pass (con la possibilità di accedere anticipatamente al personaggio Trunks del Futuro di Dragon Ball Super);
- Edizione per Collezionisti, composta da gioco, statuetta di Son Goku, Guida della Pattuglia temporale (serviti in una scatola da collezione).

Acquistando il gioco tramite pre-ordine si riceve Black Goku di Dragon Ball Super e il Veicolo 881 (colonna di Taobaibai) per spostarsi a Conton City.

## Personaggi originali giocabili
- Trunks (Futuro) / Trunks
- Trunks (bambino)
- Trunks (GT)
- Goku
- Goku (Super Saiyan God)
- Goku (Super Saiyan Blue)
- Goku (GT)
- Goku (Super Saiyan 4)
- Gohan (bambino)
- Gohan (ragazzo)
- Gohan (adulto)
- Great Saiyaman
- Gohan (Futuro)
- Goten
- Piccolo
- Crilin
- Tenshinhan
- Yamcha
- Yamcha (Supercattivo)
- Saibaiman / Kaiwareman / Kyukonman / Kopiiman / Tennenman / Jinkouman
- Radish
- Nappa
- Vegeta
- Vegeta (Majin)
- Vegeta (Super Saiyan Blue)
- Vegeta (Super Saiyan 4)
- Zarbon
- Dodoria
- Nail
- Guldo
- Rekoom
- Burter
- Jeeth
- Capitano Ginew
- Appule / Nabana / Roberry / Ramon / Orlen
- Tarles
- Slag
- Raspberry / Navel / Monrei / Guprei
- Freezer (1° trasformazione)
- Freezer (forma finale)
- Freezer (Massima potenza)
- Freezer dorato
- Freezer dorato (Supercattivo)
- Cooler (4° trasformazione)
- Cooler (Corpo perfetto)
- Meta Cooler
- Meta Cooler (Supercattivo)
- Androide N°16
- Androide N°17
- Super N°17
- Androide N°18
- Cell (prima forma)
- Cell (Perfetto)
- Cell (Massima potenza)
- Cell (Massima potenza) (Supercattivo)
- Cell Jr.
- Mr. Satan
- Videl
- Great Saiyaman 2
- Majin Bu / Majin Bu (piccolo)
- Super Bu
- Kid Bu
- Kid Bu (Supercattivo)
- Janenba
- Janenba (Supercattivo)
- Broly
- Broly (Supercattivo)
- Gotenks
- Vegeth
- Gogeta (Super Saiyan)
- Gogeta (Super Saiyan 4)
- Dio della distruzione Bills
- Whis
- Jaco
- Suu Shenron
- San Shenron
- Super Ishinlon
- Super Ishinlon (Supercattivo)
- Pan
- Hit / Hit (risvegliato) +
- Bardak
- Saiyan mascherato
- Towa
- Mira
- Mira (Supercattivo)
- Trunks del Futuro
- Black Goku (DLC)[16]
- Frost (DLC)
- Cabba (DLC)
- Dio della distruzione Champa (DLC)
- Vados (DLC)
- Bojack (DLC)
- Black Goku (SS Rosé) (DLC)
- Zamasu (DLC)
- Zamasu (Fusion) (DLC)
- Vegeth (Super Saiyan Blue) (DLC)
- Majin Bu (Gohan assorbito) (DLC)
- Darbula (DLC)
- Androide N°13 (DLC)
- Tapion (DLC)
- Androide N°17 (DB Super) (DLC)
- Jiren (DLC)
- Goku (Ultra istinto) (DLC)
- Fu (DLC)
- Kefla (Super Saiyan) (DLC)
- Super Baby 2 (DLC)
- Gogeta (Super Saiyan Blue) (DLC)
- Broly (Super Saiyan massima potenza) (DLC)
- SSB Vegeta (Evoluto) (DLC)
- Vegeta (Super Saiyan God) (DLC)
- Ribrianne (DLC)
- Majub (DLC)
- Androide N°21 (DLC)
- Kaiohshin del tempo +
- Pai Ku Han (DLC)
- Toppo (Dio della distruzione) (DLC)
- Jiren (Massima potenza) (DLC)
- Gogeta (DB Super) (DLC)
- Caulifla (Super Saiyan 2) (DLC)
- Kale (Super Saiyan 2) (DLC)
- Goku (Ultra istinto -Segno-) (DLC)
- Dyspo (DLC)
- Vegeta (GT) (DLC)
- Gamma 1 (DLC)
- Gamma 2 (DLC)
- Gohan (DBS Super Hero) (DLC)
- Gohan (Beast) (DLC)
- Piccolo (Risveglio potere) (DLC)
- Orange Piccolo (DLC)
- Androide N°18 (DB Super) (DLC)
- Videl (DB Super) (DLC)
- Broly (con costrizioni) (DLC)
- Vegeta (Super Saiyan God) - Ultra Supercattivo (DLC)
- Black Goku (SS Rosé) - Ultra Supercattivo (DLC)
- Dio della distruzione Belmod (DLC)
- Jiren (Massima potenza) - Ultra Supercattivo (DLC)
- Goku (Mini) (DLC)
- Goku SS4 (DAIMA) (DLC)
- Vegeta SS3 (DAIMA) (DLC)

### Insegnanti
- Crilin
- Tenshinhan
- Yamcha
- Piccolo
- Radish
- Gohan (bambino)
- Nappa
- Vegeta
- Zarbon
- Dodoria
- Capitano Ginew
- Freezer (1° trasformazione)
- Cell (Perfetto)
- Slag
- Majin Bu
- Mr. Satan
- Androide N°18
- Gohan e Videl
- Gotenks
- Tarles
- Broly
- Dio della distruzione Bills
- Pan
- Jaco
- Goku
- Whis (DLC)
- Cooler (Corpo perfetto) (DLC)
- Androide N°16 (DLC)
- Gohan (Futuro) (DLC)
- Bardak (DLC)
- Hit (DLC)
- Bojack (DLC)
- Zamasu (DLC)

## Livelli
- Torneo Mondiale
- Stanza Spirito e Tempo
- Area desertica
- Area d'atterraggio capsula
- Montagne
- Montagne (notte)
- Namecc
- Pianeta Namecc distrutto
- Albero della Vita
- Arcipelago
- Gioco di Cell
- Gioco di Cell distrutto
- West City (sobborghi)
- West City (area industriale)
- Capsule Corporation
- West City (rovine)
- Santuario di Dio
- Cielo
- Spiaggia
- Inferno
- Mondo Kaiohshin
- Spazio (Terra)
- Spazio (pianeta Vegeta)
- Lago sotterraneo
- Ghiacciaio
- Pianeta degli Tsufuru
- Campo aperto
- Faglia temporale
- Il pianeta senza nome(DLC)
- Futuro in rovina (DLC)
- Arena del Torneo della potenza (DLC)
- Area desertica vulcanica (DLC)
- Red Ribbon (cortile) (DLC)

## Colonna sonora
1. Metal Cooler's Theme – 2:07
2. Janemba's Theme – 1:47
3. Lord Slug-Turles Theme – 2:19
4. Beerus' Theme – 2:00
5. Masked Saiyan's Theme – 2:15
6. Gogeta's Theme – 1:55
7. Trunks' Theme – 1:49
8. Last Battle Theme – 1:44
9. Rivals – 1:54
10. Sad Future – 1:55
11. Become Villainous – 2:04
12. Justice – 1:51
13. High Difficulty Battle (Standard) – 1:56
14. High Difficulty Battle (Special Move) – 1:54
15. Character-Lobby Selection – 1:42
16. Matching – 1:59
17. Conclusion – 0:40
18. Peace – 0:36
19. Resolution – 0:34
20. Become Villainous – 0:48
21. Destruction – 0:55
22. Wonder, Disbelief – 0:51
23. Regular Life, Relief – 0:56
24. Future Gohan's Theme – 1:33
25. Vegeta's Theme – 1:33
26. New and Old Avatar – 0:48
27. Mira Transforms, Goku Appearse – 1:40
28. Last Battle, Obliterate 1 – 1:12
29. Last Battle, Obliterate 2 – 1:17
30. Lobby Theme 01 – 2:17
31. Lobby Theme 02 – 1:42
32. Lobby Theme 03 – 2:33
33. Lobby Theme 04 – 2:27
34. Lobby Theme 05 – 2:45
35. Lobby Theme 06 – 1:59
36. Lobby Event - Chasing BGM – 1:52
37. Patrollers BGM – 2:14
38. Guru's House BGM 1 – 2:46
39. Guru's House BGM 2 – 2:27
40. Buu's House BGM – 1:51
41. Hercule's House BGM – 2:14
42. Capsule Corp BGM – 1:12
43. Frieza's Spaceship BGM – 1:20
44. Kame House BGM – 1:10
45. Lobby Theme 07 – 2:32

## Doppiaggio
| Personaggio                 | Doppiatore giapponese       | Doppiatore americano            |
| --------------------------- | --------------------------- | ------------------------------- |
| Goku                        | Masako Nozawa               | Sean Schemmel                   |
| Gohan (bambino)             | Masako Nozawa               | Colleen Clinkenbeard            |
| Gohan (ragazzo)             | Masako Nozawa               | Colleen Clinkenbeard            |
| Gohan (adulto)              | Masako Nozawa               | Kyle Hebert                     |
| Goten                       | Masako Nozawa               | Kara Edwards                    |
| Bardak                      | Masako Nozawa               | Sonny Strait                    |
| Tarles                      | Masako Nozawa               | Christopher Patton              |
| Piccolo                     | Toshio Furukawa             | Christopher Sabat               |
| Crilin                      | Mayumi Tanaka               | Sonny Strait                    |
| Vegeta                      | Ryo Horikawa                | Christopher Sabat               |
| Trunks                      | Takeshi Kusao               | Eric Vale                       |
| Trunks (bambino)            | Takeshi Kusao               | Laura Bailey                    |
| Yamcha                      | Toru Furuya                 | Christopher Sabat               |
| Tenshinhan                  | Hikaru Midorikawa           | John Burgmeier                  |
| Androide Nº 16              | Hikaru Midorikawa           | Jeremy Inman                    |
| Nail                        | Taiten Kusunoki             | Sean Schemmel                   |
| Mr. Satan                   | Unsho Ishizuka              | Chris Rager                     |
| Videl                       | Yuko Minaguchi              | Kara Edwards                    |
| Pan                         | Yuko Minaguchi              | Elise Baughman                  |
| Jaco                        | Natsuki Hanae               | Todd Haberkorn                  |
| Kaiohshin del tempo         | Kanae Itō                   | Felicia Angelle                 |
| Tokitoki                    | Tetsuo Gotō                 | Sean Schemmel                   |
| Vecchio Kaioh               | Ryochi Tanaka               | Kent Williams                   |
| Bulma                       | Hiromi Tsuru                | Monica Rial                     |
| Dende                       | Aya Hirano                  | Maxey Whitehead                 |
| Anziano Saggio              | Masaharu Sato               | Christopher Sabat               |
| Shenron                     | Ryūzaburō Ōtomo             | Christopher Sabat               |
| Radish                      | Shigeru Chiba               | Justin Cook                     |
| Saibaiman                   | Yusuke Numata               | John Burgemeier                 |
| Baby Grande Scimmia         | Yusuke Numata               | Mike McFarland                  |
| Nappa                       | Tetsu Inada                 | Phil Parsons                    |
| Dodoria                     | Takashi Nagasako            | John Swasey                     |
| Zarbon                      | Hiroaki Miura               | Christopher Sabat               |
| Raspberry                   | Yusuke Numata               | John Burgemeier                 |
| Navel                       | Keiji Hirai                 | Major Attaway                   |
| Guldo                       | Yasuhiro Takado             | Greg Ayres                      |
| Rekoom                      | Seiji Sasaki                | Christopher Sabat               |
| Burter                      | Masaya Onosaka              | Christopher Sabat               |
| Jeeth                       | Daisuke Kishio              | Christopher Sabat               |
| Ginew                       | Katuyuki Konishi            | R. Bruce Elliot                 |
| Slag                        | Yusaku Yara                 | Jeremy Scwhartz                 |
| Appule                      | Takahiro Yoshimizu          | Brandon Potter                  |
| Orlen                       | Yusuke Numata               | Chris Cason                     |
| Freezer                     | Ryusei Nakao                | Chris Ayres                     |
| Cooler                      | Ryusei Nakao                | Andrew Chandler                 |
| Androide Nº 17              | Shigeru Nakahara            | Chuck Huber                     |
| Super Nº 17                 | Shigeru Nakahara            | Chuck Huber                     |
| Androide Nº 18              | Miki Itou                   | Meredith McCoy                  |
| Cell                        | Norio Wakamoto              | Dameon Clarke                   |
| Cell Jr.                    | Takahiro Fujimoto           | Justin Cook                     |
| Majin Bu                    | Kozo Shioya                 | Josh Martin                     |
| Super Bu                    | Kozo Shioya                 | Justin Cook                     |
| Kid Bu                      | Kozo Shioya                 | Josh Martin                     |
| Janenba                     | Tessyo Genda                | Kent Williams                   |
| Broly                       | Bin Shimada                 | Vic Mignogna                    |
| Dio della distruzione Bills | Kōichi Yamadera             | Jason Douglas                   |
| Whis                        | Masakazu Morita             | Ian Sinclair                    |
| Suu Shenron                 | Yasunori Masutani           | John Burgmeier                  |
| San Shenron                 | Ryōtarō Okiayu              | Jerry Jewels                    |
| Super Ishinlon              | Hidekatsu Shibata           | Christopher Sabat               |
| Hit                         | Kazuhiro Yamagi             | Aaron Roberts                   |
| Towa                        | Masako Katsuki              | Stephanie Young                 |
| Mira                        | Hiroki Takahashi            | Michael Tatum                   |
| Robot commesso              | Shinobu Satouchi            | Sonny Strait                    |
| Gotenks                     | Masako Nozawa Takeshi Kusao | Laura Bailey Kara Edwards       |
| Vegeth                      | Masako Nozawa Ryo Horikawa  | Sean Schemmel Christopher Sabat |
| Gogeta                      | Masako Nozawa Ryo Horikawa  | Sean Schemmel Christopher Sabat |
| Pattugliatori temporali     | Isshin Chiba                | Anastasia Munoz                 |
| Pattugliatori temporali     | Nobuyuki Hiyama             | Elizabeth Maxwell               |
| Pattugliatori temporali     | Hiroshi Hiwasaki            | Caitlin Glass                   |
| Pattugliatori temporali     | Ryouhei Kimura              | Kenneisha Thompson              |
| Pattugliatori temporali     | Motoki Takagi               | Jamie Marchi                    |
| Pattugliatori temporali     | Jiro Saito                  | Amanda Lee                      |
| Pattugliatori temporali     | Junji Majima                | Julie Mayfield                  |
| Pattugliatori temporali     | Tomoaki Maeno               | Joel McDonald                   |
| Pattugliatori temporali     | Natsuki Hanae               | Kingston Solecki                |
| Pattugliatori temporali     | Houko Kuwashima             | Michael Sinterniklaas           |
| Pattugliatori temporali     | Yuka Komatsu                | Scott Frerichs                  |
| Pattugliatori temporali     | Ryōko Shiraishi             | Ray Hurd                        |
| Pattugliatori temporali     | Masumi Asano                | Micah Solusod                   |
| Pattugliatori temporali     | Akemi Kanda                 | Nick Landis                     |
| Pattugliatori temporali     | Ai Nonaka                   | Ryan Reynolds                   |
| Pattugliatori temporali     | Mutsumi Tamura              | Apphia Yu                       |
| Pattugliatori temporali     | Sayuri Yahagi               | Bentley Green                   |
| Pattugliatori temporali     | Hiromi Hirata               | Lara Woodhull                   |
| Pattugliatori temporali     | Yumi Uchiyama               | Luci Christian                  |
| Pattugliatori temporali     | Megumi Han                  | Rachel Robinson                 |
| Pattugliatori temporali     | Yuta Kasuya                 | Tia Billard                     |
| Pattugliatori temporali     | Makoto Furukawa             | Jad Saxton                      |
| Pattugliatori temporali     | Taiki Matsuno               | Bryn Apprill                    |
| Pattugliatori temporali     | Kenji Nomura                | Bryan Massey                    |
| Pattugliatori temporali     | Shūichi Ikeda               | Markus Lloyd                    |
| Pattugliatori temporali     | Tae Okajima                 | Patrick Seitz                   |
| Pattugliatori temporali     | Yumi Sudō                   | Mika Solusod                    |
| Pattugliatori temporali     | Miyuki Sawashiro            | Curtis Arnott                   |
| Pattugliatori temporali     | Yuriko Yamaguchi            | Clifford Chapin                 |
| Pattugliatori temporali     | Chie Satō                   | Joel McDonald                   |

## Eredità
Sono state rese disponibili diverse espansioni di contenuti scaricabili:
| Nome                                                     | Data di uscita    | Descrizione | Stagione                                           |
| -------------------------------------------------------- | ----------------- | --- | -------------------------------------------------- |
| DRAGON BALL XENOVERSE 2 - Steve Aoki Pack                | 28 ottobre 2016   | Contiene l'avatar del DJ Steve Aoki, che permette di cambiare la musica di Conton City con i suoi remix dei brani di Dragon Ball. | -                                                  |
| DRAGON BALL XENOVERSE 2 - Super Pack 1                   | 20 dicembre 2016  | Contiene 2 nuovi personaggi giocabili (Cabba (con la sua trasformazione Super Saiyan) e Frost), un nuovo insegnante (Hit), 5 nuovi attacchi, 3 nuove missioni parallele, 2 nuovi costumi, 5 nuove Super Anime e 2 gesti. | DRAGON BALL XENOVERSE 2 - Super Pass               |
| DRAGON BALL XENOVERSE 2 - Masters Pack                   | 28 febbraio 2017  | Contiene 5 Maestri di Dragon Ball (Androide N° 16, Bardak, Cooler (Corpo perfetto), Whis e Gohan (Futuro)). | -                                                  |
| DRAGON BALL Xenoverse 2 Goku Black e capsula veicolo 881 | 28 febbraio 2017  | Dà la possibilità, a chi non ha prenotato il gioco, di ricevere un nuovo personaggio da Dragon Ball Super e la colonna di Taobaibai. | -                                                  |
| DRAGON BALL XENOVERSE 2 - Super Pack 2                   | 28 febbraio 2017  | Contiene 2 nuovi personaggi giocabili (Dio della distruzione Champa e Vados), nuova missione storia da Dragon Ball Super, 1 livello aggiuntivo, 8 nuovi attacchi, 3 nuove missioni parallele, 3 nuovi costumi, 1 veicolo aggiuntivo (la Capsula spaziale), e 5 Super Anime e 2 gesti. | DRAGON BALL XENOVERSE 2 - Super Pass               |
| DRAGON BALL XENOVERSE 2 - Super Pack 3                   | 25 aprile 2017    | Contiene 3 personaggi aggiuntivi (Black Goku (SS Rosé), Zamasu e Bojack), 3 nuove missioni parallele, 5 abilità aggiuntive, 4 costumi aggiuntivi, 5 Super Anime, 2 gesti, 1 nuovo insegnante (Bojack), 3 titoli e 2 tag. | DRAGON BALL XENOVERSE 2 - Super Pass               |
| DRAGON BALL XENOVERSE 2 - Super Pack 4                   | 27 giugno 2017    | Contiene 2 nuovi potenti personaggi (Vegeth (Super Saiyan Blue) e Zamasu (Fusion), missioni storia aggiuntive da Dragon Ball Super, 1 livello aggiuntivo, 3 nuove missioni parallele, 5 nuovi attacchi devastanti per il proprio avatar, 4 costumi/accessori aggiuntivi, e 6 nuove Super Anime. | DRAGON BALL XENOVERSE 2 - Super Pass               |
| DRAGON BALL XENOVERSE 2 - Legend Patrol                  | 21 settembre 2017 | Questo contenuto permette di rivivere la storia del primo Dragon Ball Xenoverse, includendo anche l'arco "GT". | -                                                  |
| DRAGON BALL XENOVERSE 2 - Extra DLC Pack 1               | 28 novembre 2017  | Contiene 4 nuovi potenti personaggi (Darbula, Majin Bu (Gohan assorbito), Tapion e Androide N° 13), 1 nuovo insegnante (Zamasu), 5 nuove missioni parallele, 4 nuovi costumi, 13 nuove abilità, 8 nuove Super Anime, 1 chat predefinita, 3 titoli e 2 tag. | DRAGON BALL XENOVERSE 2 - Extra Pass               |
| DRAGON BALL XENOVERSE 2 - Anime Music Pack               | 28 febbraio 2018  | Contiene 11 brani provenienti dagli Anime originali di Dragon Ball, Dragon Ball Z e Dragon Ball GT (CHA-LA HEAD-CHA-LA, WE GOTTA POWER, eccetera). | -                                                  |
| DRAGON BALL XENOVERSE 2 - Extra DLC Pack 2               | 28 febbraio 2018  | Contiene 4 nuovi potenti personaggi (Jiren, Fu, Androide N° 17 (DB Super), e Goku (Ultra istinto), nuovo scenario esclusivo, 5 nuove missioni parallele, 2 nuovi costumi, 8 nuove abilità, 8 nuove Super Anime e 2 tag. | DRAGON BALL XENOVERSE 2 - Extra Pass               |
| DRAGON BALL XENOVERSE 2 - Extra DLC Pack 3               | 28 agosto 2018    | Contiene 2 nuovi personaggi (Super Baby 2 e Kefla (Super Saiyan), 5 nuove missioni parallele, 8 nuove abilità, 4 nuovi costumi, e 2 nuove Super Anime. | DRAGON BALL XENOVERSE 2 - Extra Pass               |
| DRAGON BALL XENOVERSE 2 - Anime Music Pack 2             | 29 novembre 2018  | Contiene nuove canzoni nelle rispettive versioni ridotte (CHOUZETSU☆DYNAMIC! di Kazuya Yoshii, GENKAI TOPPA × SURVIVOR di Kiyoshi Hikawa, YOKA YOKA DANCE di Batten Showjo Tai, HERO ～Kibou no Uta～ di FLOW, DRAGON SOUL, UNMEINO HI ～TAMASHII VS TAMASHII～ di Hironobu Kageyama, KYUUKYOKUNO BATTLE (Instrumental), MOETSUKIRO!! NESSEN RESSEN CHOU GEKISEN BGM, SHIO YOBU CELL GAME, TENKA WAKEMENO CHOUKESSEN!! e DRAGON BALL Z BGM). | -                                                  |
| DRAGON BALL XENOVERSE 2 - Extra DLC Pack 4               | 19 dicembre 2018  | Contiene 2 nuovi personaggi dal film 'Dragon Ball Super: Broly' (Gogeta (Super Saiyan Blue) e Broly (Super Saiyan massima potenza), 1 nuovo livello, 5 nuove missioni parallele, 9 abilità aggiuntive, 2 costumi, e 15 Super Anime. | DRAGON BALL XENOVERSE 2 - Extra Pass               |
| DRAGON BALL XENOVERSE 2 - Ultra Pack 1                   | 11 luglio 2019    | Contiene 3 nuovi personaggi (Ribrianne, SSB Vegeta (Evoluto) e Vegeta (Super Saiyan God), 5 nuove missioni parallele, 10 abilità aggiuntive, 4 costumi e 8 Super Anime. | DRAGON BALL XENOVERSE 2 - Ultra Pack Set           |
| DRAGON BALL XENOVERSE 2 - Ultra Pack 2                   | 12 dicembre 2019  | Contiene 2 nuovi personaggi (Androide N° 21 e Majub), 5 nuove missioni parallele, 8 abilità aggiuntive, 5 costumi/accessori e 8 Super Anime. | DRAGON BALL XENOVERSE 2 - Ultra Pack Set           |
| DRAGON BALL XENOVERSE 2 - Legendary Pack 1               | 18 marzo 2021     | Contiene 2 nuovi personaggi (Pai Ku Han e Toppo (Dio della distruzione), 2 nuove missioni extra, 4 nuove missioni parallele, 6 abilità aggiuntive, 3 costumi/accessori, 5 Super Anime e 15 illustrazioni. | DRAGON BALL XENOVERSE 2 - Legendary Pack Set       |
| DRAGON BALL XENOVERSE 2 - Legendary Pack 2               | 5 novembre 2021   | Contiene 4 nuovi personaggi (Jiren (Massima potenza), Gogeta (DB Super), Caulifla (Super Saiyan 2), e Kale (Super Saiyan 2), 1 nuovo livello, 2 nuove missioni extra, 4 nuove missioni parallele, 10 abilità aggiuntive, 6 costumi/accessori, 4 Super Anime e 15 illustrazioni. | DRAGON BALL XENOVERSE 2 - Legendary Pack Set       |
| DRAGON BALL XENOVERSE 2 - Conton City Vote Pack          | 7 luglio 2022     | Contiene 3 nuovi personaggi (Goku (Ultra istinto -Segno-), Dyspo e Vegeta (GT), 2 Missioni extra, 4 nuove Missioni parallele, 10 abilità aggiuntive, 4 costumi/accessori, 5 Super Anime e 15 illustrazioni. | -                                                  |
| DRAGON BALL XENOVERSE 2 - HERO OF JUSTICE Pack 1         | 10 novembre 2022  | Contiene 3 nuovi personaggi giocabili (Gamma 1, Gamma 2 e Gohan (DBS Super Hero), 4 nuove Missioni parallele, 7 abilità aggiuntive, 4 costumi/accessori, 5 Super Anime e 15 illustrazioni. | DRAGON BALL XENOVERSE 2 - HERO OF JUSTICE Pack Set |
| DRAGON BALL XENOVERSE 2 - HERO OF JUSTICE Pack 2         | 11 maggio 2023    | Contiene 3 nuovi personaggi giocabili (Gohan (Beast), Orange Piccolo e Piccolo (Risveglio potere), 2 Missioni extra, 1 nuovo livello, 4 nuove missioni parallele, 7 abilità aggiuntive, 5 costumi/accessori, 5 Super Anime e 15 illustrazioni. | DRAGON BALL XENOVERSE 2 - HERO OF JUSTICE Pack Set |
| DRAGON BALL XENOVERSE 2 - FUTURE SAGA Chapter 1          | 24 maggio 2024    | Contiene 5 nuovi personaggi giocabili (Vegeta (Super Saiyan God) - Ultra Supercattivo, Black Goku (SS Rosé) - Ultra Supercattivo, Broly (con costrizioni), Androide N°18 (DB Super), Videl (DB Super), 3 Missioni extra, 12 Missioni parallele, 15 abilità aggiuntive, 3 costumi/accessori, 5 Super Anime e 63 illustrazioni. | -                                                  |
| DRAGON BALL XENOVERSE 2 - FUTURE SAGA Chapter 2          | 21 novembre 2024  | Contiene 3 nuovi personaggi giocabili (Jiren (Massima potenza) - Ultra Supercattivo, Dio della distruzione Belmod, Goku (Mini), 1 arco Missioni extra, 4 Missioni parallele, 7 abilità aggiuntive, 2 costumi/accessori, 3 Super Anime e 14 illustrazioni. | -                                                  |
| DRAGON BALL XENOVERSE 2 - Time Patrol Support Pack       | 22 maggio 2025    | Contiene 10 Capsule energetiche Z, 10 Capsule dell'aura Z, 10 Capsule del vigore Z, 5 Capsule essenza Senzu, 3 Pulsanti Zeno, 5 Cristalli degli Inferi, 5 Super Capsule Z mix, Attacchi Speciali (Super pugno del Dio, Super Kienzan, Combo Bastone del potere, Pugno selvaggio, Kamehameha di Kaiohken, Attacco Big Bang, Bomba psichica letale, Posa della giustizia, Carica massima, Guardia castigatrice), Attacchi Supremi (Kamehameha Teletrasporto, Squarcio impulsivo, Tempesta gigante), Costumi (Abiti di Vegeth, Abiti di Gogeta, Abiti di Trunks Futuro (S), Tuta da battaglia (Bardak), Abiti di Broly, Abiti del maestro Karin, Tuta di Freezer (Corpo perfetto), Tenuta Orange Star HS), Accessori (Testa di Freezer (Corpo perf.), Parrucca di Karin con coda e orecchie), Super Anime (La forza suprema è mia!, Rinasci da persona buona., Devi morire per mano mia!) e Mascotte CC (Pual). | -                                                  |
| DRAGON BALL XENOVERSE 2 - Dragon Ball DAIMA Pack         | 22 maggio 2025    | Contiene 2 nuovi personaggi giocabili (Goku SS4 (DAIMA), Vegeta SS3 (DAIMA), 3 nuove missioni parallele, 6 abilità aggiuntive, 8 costumi/accessori, 2 Super Anime e 37 illustrazioni. | -                                                  |